# Filosofie modernă
Filosofia modernă este o ramură a filosofiei ce își are originea în Europa occidentală a secolului 17, iar acum este comună întregii lumi. Nu are o doctrină sau școală specifică (și nu trebuie confundată cu modernismul), deși are niște caracteristici care ajută la distingerea sa de filosofia mai veche.
Secolul 17 și începutul secolului 20 au marcat puternic începutul și sfârșitul filosofiei moderne. Câți dintre filosofii Renașterii ar trebui incluși în filosofia modernă e încă un subiect de dezbatere; de asemenea, se poate considera că modernitatea își are sfârșitul în secolul 20, fiind înlocuită de postmodernitate, după cum se poate spune că nu a sfârșit atunci. Modul în care cineva decide să răspundă la aceste întrebări va determina în ce scop va folosi cineva termenul de „filosofie modernă”. Acest articol se va concentra pe istoria filosofiei începând cu Rene Descartes până la începutul secolului 20, terminând cu Ludwig Wittgenstein.

## Istoria filosofiei moderne
Figurile majore ale filosofiei minții, epistemologiei și metafizicii din secolele 17 și 18 sunt împărțite în două grupuri principale. „Raționaliștii”, mai ales cei din Franța și Germania, susțineau că cunoașterea trebuie să înceapă de la anumite „idei înnăscute” în minte. Mari raționaliști au fost Descartes, Baruch Spinoza, Gottfried Leibniz și Nicolas Malebranche.  „Empiriștii”, din contra, susțineau că cunoașterea trebuie să înceapă cu experiența senzorială. Figuri majore pe această linie de gândire sunt John Locke, George Berkeley și David Hume (Acestea sunt categoriile retrospective, pentru care Kant este în mare măsură responsabil.) Etica și filosofia politică nu sunt de obicei incluse în aceste categorii, deși toți acești filosofi au lucrat în domeniul eticii, cu stilurile lor distinctive. Alte importante figuri din filosofia politică sunt Thomas Hobbes și Jean-Jacques Rousseau.
La sfârșitul secolului 18, Immanuel Kant a prezentat un sistem filosofic inovator, care pretindea să aducă unitatea dintre raționalism și empirism.  Fie că a fost sau nu drept, Kant n-a izbutit complet în terminarea disputei filosofice. El a adus o ploaie de muncă filosofică în Germania începutului secolului 19, începând cu idealismul german. Caracteristica temei idealismului a fost că lumea și mintea trebuie înțelese în mod egal, potrivit anumitor categorii; ea a culminat cu lucrarea lui Georg Wilhelm Friedrich Hegel, care printre multe altele a spus că „Realul este rațional; raționalul este real.”
Opera lui Hegel a fost dusă în multe direcții de adepții și criticii ei. Karl Marx și-a apropriat atât filozofia istoriei a lui Hegel, cât și etica empirică dominantă în Britania, transformând ideile lui Hegel într-o formă strict materialistă, punând bazele pentru dezvoltarea științei societății. Søren Kierkegaard, din contra, a respins toată filosofia sistematică ca pe un ghid inadecvat pentru viață și sens. Pentru Kierkegaard, viața este menită să fie trăită și nu e un mister ce trebuie rezolvat. Arthur Schopenhauer a dus idealismul la concluzia că lumea nu a fost nimic decât un nesfârșit zadarnic, o interacțiune de imagini și dorințe, și a susținut ateismul și pesimismul. Ideile lui Schopenhauer au fost adunate și prelucrate de Nietzsche, care a preluat variatele lor respingeri a lumii, pentru a proclama „Dumnezeu este mort” și a respinge toată filosofia sistematică și toată lupta pentru un adevăr fix ce transcede individul. Nietzsche a văzut în astfel de idei promovate de el, nu baze pentru pesimism, ci posibilitatea unui nou tip de libertate.
Filosofia britanică a secolului 19 a ajuns să fie puternic dominată de gândirea neo-hegeliană, iar ca reacție împotriva acest fapt, figurează Bertrand Russell și George Edward Moore, care au început mișcarea în direcția filosofiei analitice, care a fost în esență o actualizare a empirismului tradițional, adaptat la noile progrese în logică a matematicianului german Gottlob Frege.

### Raționalismul
Filosofia modernă începe cu René Descartes și dictonul său „Cuget, deci exist”. La începutul secolului 17, cea mai mare parte a filosofiei era dominată de scolastică, scrisă de teologi și bazată pe Platon, Aristotel și scrierile creștine timpurii. Descartes afirma că multe doctrine metafizice predominant scolastice erau fără sens sau false. Pe scurt, a propus începerea filosofiei de la zero. În lucrarea sa cea mai importantă, Meditație metafizică, el încearcă anume aceasta, prin șase eseuri succinte. El încearcă să stea deoparte, cât mai mult posibil, de toate credințele sale, pentru a determina dacă știe ceva sigur. El constată că poate pune la îndoială aproape orice: realitatea corpurilor fizice, Dumnezeu, amintirile sale, istoria, știința, chiar și matematica, dar nu poate pune la îndoială că el este, de fapt, incert. El știe la ce se gândește, chiar dacă nu este adevărat și știe că este undeva, gândindu-se la lucrul respectiv. Pe această bază își construiește cunoașterea din nou. El constată că unele dintre ideile că n-ar fi putut să provină de la el însuși, ci doar de la Dumnezeu; el arată că Dumnezeu există. Apoi, demonstrează că Dumnezeu nu i-ar permite să fie înșelat sistematic cu privite la toate; în esență, el reabilizează metodele obișnuite de știință și raționare, ca fiind failibile, dar nu false.  

#### Raționaliști
- René Descartes
- Baruch Spinoza
- Gottfried Leibniz

### Empirismul
Empirismul este o teorie a cunoașterii care se opune altor teorii ale cunoașterii, precum raționalismul, idealismul și istorismul. Empirismul afirmă că cunoașterea vine (numai sau în primul rând) prin experiență senzorială, fiind în contradicție cu raționalismul, care susține că cunoașterea vine (de asemenea) din gândire pură. Atât empirismul, cât și raționalismul sunt teorii individuale ale cunoașterii, în timp ce istorismul este o epistemologie socială. Pe când istorismul recunoaște, de asemenea, rolul experienței, el diferă de empirism prin presupunerea că datele senzoriale nu pot fi înețlese fără luarea în considerare a circumstanțelor istorice și culturale în care sunt făcute observațiile. Empirismul nu trebuie amesecat cu cercetara empirică deoarece diferitele epistemologii trebuie să fie viziuni concurente despre cum să studiezi cel mai bine, și este aproape un consens printre cercetători că studiile trebuie să fie empirice. Azi, empirismul trebuie să fie înțeles ca unul dintre idealurile concurente în obținerea cunoașterii sau a modului de a studia. Ca atare, empirismul este primul și cel mai remarcabil curent caracterizat de idealul de a permite datelor observației de „a vorbi pentru ele însele”, pe când viziunile concurete se opun acestui ideal. Termenul „empirism” nu trebuie înțeles doar în relație cu modul în care a fost folosit acest termen în istoria filosofiei. El de asemenea trebuie înțeles într-un mod care face posibilă distingerea empirismului printre alte poziții epistemologice din știința și învățământul contemporan. Cu alte cuvinte: empirismul ca concept trebuie înțeles împreună cu alte concepte, care fac împreună posibilă facerea unor deosebiri importante între diferitele ideale ce fundamentează știința contemporană.
Empirismul este unul din câteva viziuni concurente ce predomină în studiul cunoașterii umane, cunoscut ca epistemologie. Empirismul accentuează rolul  experienței și evidenței, și în special al percepției senzoriale în formarea ideilor, asupra noțiunilor de idei înnăscute sau tradiție în contrast cu, de exemplu, raționalismul, care se bazează pe rațiuni și poate încorpora cunoașterea înnăscută. 

#### Empiriști
- George Berkeley
- David Hume
- John Locke

### Filosofia politică
Filosofia politică este studiul unor subiecte ca politica, libertatea, justiția, proprietatea, drepturile, dreptul și exercitarea codului legal de autoritate: ce sunt ele, de ce (sau chiar dacă) sunt necesare, ce, dacă nu nimic, face un guvern legitim, ce drepturi și libertăți trebuie protejate de acesta și de ce, ce formă trebuie să ia guvernul legitim și de ce, ce este dreptul și ce datorii au cetățenii față de guvernul legitim, dacă au, și când acesta poate fi răsturnat în mod legitim. Într-un sens local, termenul „filosofie politică” se referă adesea la o viziune generală, la o convingere politică sau la o atitudine cu privire la politică, ce nu ține neapărat de disciplina tehnică de filosofie.

#### Filosofi politici
- Thomas Hobbes
- John Locke
- Jean-Jacques Rousseau
- Karl Marx
- Friedrich Engels
- John Stuart Mill
- Jeremy Bentham
- James Mill

### Idealismul
Idealismul se referă la grupul de filosofi care afirmă că realitatea, sau realitatea în felul în care o știm, este în mod fundamental o construcție a minții sau a ceva imaterial. Din punct de vedere epistemologic, idealismul se manifestă ca scepticism cu privire la posibilitatea cunoașterii vreunui lucru independent de minte. În sens sociologic, idealismul încearcă să evidențieze cum ideile umane — în special convingerile și valorile — modelează societatea. Ca doctrină ontologică, idealismul merge mai departe, afirmând că toate entitățile sunt compuse din minte sau spirit. Așadar, idealismul respinge teoriile fizicaliste și dualiste care eșuează să dea prioritate minții. O versiune extremă a acestui idealism poate exista în noțiunea filosofică de solipsism.

#### Filosofi idealiști
- Immanuel Kant
- Johann Gottlieb Fichte
- Friedrich Wilhelm Joseph Schelling
- Georg Wilhelm Friedrich Hegel
- Arthur Schopenhauer
- Francis Herbert Bradley

### Existențialismul
Existențialismul este în general considerat a fi mișcarea culturală și filosofică ce susține că punctul de început al gândirii filosofice trebuie să fie individul și experiențele individului. Bazându-se pe asta, existențialiștii susțin că gândirea morală și cea științifică la un loc, nu sunt de ajuns pentru existența umană și, prin urmare, un set suplimentar de categorii, guvermat de norma autenticităţii, este necesar pentru a înțelege existența umană.

#### Filosofi existențialiști
- Søren Kierkegaard
- Friedrich Nietzsche
- Jean-Paul Sartre
- Karl Jaspers
- Gabriel Marcel
- Martin Heidegger

### Fenomenologia
Fenomenologia este studiul structurii experienței. Este un curent filosofic larg fondat în primii ani ai secolului 20 de Edmund Husserl, ce s-a extins datorită unui cerc de adepți ai săi de la Universitatea din Göttingen și de la cea din Munich, ambele din Germania. Apoi, filosofia s-a răspândit în Franța, Statele Unite și în alte părți, adesea în forme destul de îndepărtate de opera originală a lui Husserl.

#### Filosofi fenomenologi
- Edmund Husserl
- Martin Heidegger
- Maurice Merleau-Ponty
- Max Scheler

### Pragmatism
Pragmatismul este o tradiție filosofică centrată pe legătura dintre practică și teorie. El descrie procesul în care teoria este extrasă din practică, iar apoi pusă din nou în practică, formând ceea ce e numit practică inteligentă. Poziții importante caracteristice pragmatismului sunt instrumentalismul, empirismul radical, verificaționismul, relativitatea conceptuală, failibilismul.
Există un consens general printre pragmatiști că filosofia treia să ia în considerare metodele și perspicacitatea științei moderne.
Charles Sanders Peirce (și maxima sa pragmatică) dă cea mai multă considerație pragmatismului, alături de contribuitorii de mai târziu, William James și John Dewey.

#### Filosofi pragmatiști
- Charles Sanders Peirce
- William James
- John Dewey
- Richard Rorty

### Filosofia analitică
Filosofia analitică a ajuns să domine țările vorbitoare de limbă engleză în secolul 20. În Statele Unite, Regatul Unit, Canada, Scandinavia, Australia și Noua Zeelandă, majoritatea zdrobitoare a departamentelor universitare de filosofie se identifică ca departamente „analitice”. Termenul se referă în general la o tradiție filosofică largă caracteriaztă de accentul pe claritate și argument (adesea obținut prin logica formală modernă și analiza limbajului) și de respect pentru științele naturii.

#### Filosofi analitici
- Rudolf Carnap
- Gottlob Frege
- George Edward Moore
- Bertrand Russell
- Moritz Schlick
- Ludwig Wittgenstein